# 天下一品のテーマ
「天下一品のテーマ」（てんかいっぴんのテーマ）は、日本のガールズバンドSILENT SIRENの楽曲。2018年3月19日にユニバーサルミュージック内のレーベルEMI Recordsより配信リリースされた。

## 概要
- EMI Records移籍後初の配信限定シングル。
- 本楽曲は、タイトル通りラーメンチェーン店の天下一品のCMソングとして書き下ろされた[1]。
- CMでは、メンバー全員がイメージキャラクターとして出演している[2]
- CDシングルとしてリリースされた「19 summer note.」のカップリング曲としても収録された。[3][4]
- 5月にMVが公開され[5][6]、翌年の10月にライブ映像が公開された[7][8]。

## 収録曲と規格
- 天下一品のテーマ
  - 作詞:ひなんちゅ 作編曲:クボナオキ